# Южин
Южѝн (на френски: Ugine) е град в Североизточна Франция. Разположен е в департамент Савоа на регион Рона Алпи в долината на река Арли. На 37 км северозападно от Южин е департаментния център на съседния департамент От Савоа град Анси. На 58 км югозападно от Южин е департаментния център на Савоя град Шамбери. На около 35 км на североизток от Южин е връх Монблан. Южин има жп гара на линията между Анси и Шамбери. Основни отрасли в икономиката на града са металургията и туризма. Население 7272 жители от преброяването през 2006 г.

## Побратимени градове
- Галио, Италия